# Glenea flavotincta
Glenea flavotincta là một loài bọ cánh cứng trong họ Cerambycidae.